# Đại dịch cúm 2009
Đại dịch cúm năm 2009 còn gọi là Dịch cúm H1N1 (2009), "cúm lợn" (hay "cúm heo") là dịch cúm do một loại virus thuộc chủng H1N1 lần đầu tiên được các cơ quan y tế phát hiện vào tháng 3 năm 2009. Sự bùng phát căn bệnh giống như bệnh cúm đã được phát hiện lần đầu ở 3 khu vực thuộc México. Tuy nhiên, chủng virus mới này đã không được xác nhận lâm sàng cho đến một tháng sau ở các ca bệnh ở bang Texas, California, Hoa Kỳ và sự hiện diện căn bệnh này đã được nhanh chóng xác nhận ở nhiều bang của México và Thành phố México; vài ngày sau nữa các ca riêng rẽ ở các nơi khác tại Mexico, Hoa Kỳ và Bắc Bán cầu.
Đến tháng 4 năm 2009, dòng virus mới đã được xác nhận ở Canada, Tây Ban Nha, Anh và người ta nghi ngờ chúng hiện diện ở nhiều quốc gia khác, bao gồm cả New Zealand với 2.400 ca có thể bị nhiễm loại virus này. Các quan chức Mỹ đã đề nghị thay đổi cụm từ "cúm lợn" để tránh tình trạng người dân hiểu lầm là căn bệnh lây qua thịt lợn. Bộ trưởng Nông nghiệp Hoa Kỳ Tom Vilsack cho là "Đây không phải là nạn dịch liên quan tới thực phẩm. Cần truyền đi thông điệp rằng ăn thịt lợn không gây ra bệnh". Nhiều quốc gia cấm nhập khẩu thịt lợn từ Bắc Mỹ và đã có nạn nhân chết ngoài México. Ngày 11 tháng 6 năm 2009, Tổ chức Y tế Thế giới (WHO) đã chính thức công bố đại dịch cúm toàn cầu và nâng cấp báo động lên cấp 6.
Theo thống kê toàn diện của WHO, số ca nhiễm bệnh được xác nhận trên toàn thế giới là 1,632,258 người, số ca tử vong là 18,036 người (theo con số báo cáo cho WHO từ các quốc gia), tuy nhiên năm 2012 Trung tâm kiểm soát và phòng ngừa dịch bệnh Hoa Kỳ (CDC) đã ước tính có tới 284,000 ca tử vong trên toàn thế giới do nhiều người thương vong liên quan đến cúm không được kiểm chứng.

## Tổ chức Y tế Thế giới cảnh báo
Vào thứ bảy, ngày 25 tháng 4, Tổng giám đốc Tổ chức Y tế Thế giới Trần Phùng Phú Trân (Margaret Chan) cảnh báo về việc sự bùng phát cúm lợn tại México và Mỹ có nguy cơ gây ra một đại dịch toàn cầu. Margaret Chan thúc giục quan chức y tế các nước đề cao cảnh giác đối với loại bệnh khác thường cũng như với bất cứ sự gia tăng nào về các trường hợp bị cúm nặng hoặc viêm phổi. "Đó rõ ràng là một loại cúm động vật do virus H1N1 gây ra và nó có khả năng thành dịch bệnh lớn do sự lây nhiễm mọi người. Tuy nhiên, dựa trên các bằng chứng về y tế, dịch bệnh và thử nghiệm, chúng ta chưa thể nói nó có gây ra đại dịch hay không", bà Trân nói trong một hội nghị.
Trong vài năm trước đó, cơ quan y tế Liên Hợp Quốc (LHQ) đã cảnh báo rằng một loại virus mới có thể bùng phát thành đại dịch cúm ở người và lan khắp toàn cầu, giết hại hàng triệu người. Theo Chan, loại cúm H1N1 mới, sự pha trộn của virus cúm ở người, lợn và gia cầm, đã giết chết 68 người trong số 1.004 trường hợp mắc bệnh tại México và khiến 8 người ở Mỹ nhiễm bệnh. Cho đến cuối tháng 4, chưa có dấu hiệu nào cho thấy có sự bùng phát cúm lợn tương tự trên thế giới.
"Virus cúm là rất khó đoán biết và đầy bất ngờ, hiện thời chúng tôi đang quan sát kỹ càng. Chúng tôi cần biết, virus lây lan như thế nào, kiểu truyền nhiễm và liệu nó có gây ra bệnh nặng không và xảy ra ở nhóm tuổi nào. Dù gì đi nữa, theo đánh giá của Tổ chức Y tế Thế giới, tình hình nghiêm trọng này phải được theo dõi sát.", bà Trân nói. Phần lớn những người thiệt mạng vì loại cúm mới ở México trong độ tuổi từ 25 tới 45.
Đến cuối tháng 4 năm 2009, mức báo động của Tổ chức Y tế Thế giới ở cấp độ 3. Tổ chức sẽ tăng lên mức 4 nếu virus có biểu hiện khả năng lây từ người sang người. Cấp độ 5 sẽ áp dụng nếu virus được phát hiện ở ít nhất hai nước trong cùng một khu vực. Mức 6 sẽ là báo động đại dịch toàn cầu. Trong thời gian chưa có vắc-xin điều trị, một số trường hợp được điều trị với thuốc kháng virus. Không rõ về hiệu quả các loại vắc-xin cúm với dịch bệnh mới cũng như sự khác biệt về mặt di truyền học với các loại cúm khác.

## Hàng loạt quốc gia báo động
Tổng giám đốc Tổ chức Y tế Thế giới Margaret thúc giục chính phủ các nước tăng cường giám sát sự bùng phát của bệnh dịch. Các quốc gia lên kế hoạch kiểm dịch, thắt chặt quy định nhập khẩu thịt lợn và kiểm tra hành khách máy bay trước cảnh báo của các chuyên gia y tế toàn cầu về khả năng dịch cúm lợn gây chết người bùng phát. Cúm lợn là loại bệnh hô hấp ở lợn. Trường hợp mắc bệnh ở người xảy ra khi tiếp xúc với lợn, hiếm khi xảy ra lây từ người sang người và hiện việc này được theo dõi sát sao. Các toà nhà công cộng tại México đã đóng cửa, hàng trăm sự kiện công cộng bị huỷ bỏ. Trường học trong và xung quanh Thành phố México đóng cửa tới ngày 6 tháng 5, gần 70% quán rượu, nhà hàng trong thủ đô tạm thời ngừng hoạt động. Người dân được khuyến cáo tránh bắt tay. Đại sứ quán Mỹ tại México khuyên du khách tới nước này giữ khoảng cách ít nhất 1,8 mét với người khác.
Theo Bộ trưởng Y tế Mexico, Jose Cordova, tổng cộng có 1.324 người đã nhập viện với các triệu chứng nghi ngờ kể từ ngày 13 đến 26 tháng 4 và được xét nghiệm virus. "Cùng lúc đó, 81 người đã tử vong có lẽ liên quan tới virus, nhưng mới chỉ 20 trường hợp được xác nhận thông qua kiểm tra tại phòng thí nghiệm", ông nói. Tổng thống México Felipe Calderón tuyên bố các biện pháp khẩn cấp đối phó với tình hình trong đó có quyền cách ly cá nhân nghi ngờ nhiễm virus mà không sợ liên quan tới pháp luật. México đã đóng cửa các trường học, bảo tàng, thư viện, rạp hát với nỗ lực ngăn chặn dịch cúm lây lan sau khi hàng trăm người bị nhiễm bệnh.
Hồng Kông và Đài Loan tuyên bố, những du khách trở về từ vùng có dịch cúm nếu bị sốt sẽ phải cách ly. Cơ quan y tế Nga khẳng định, bất kể hành khách nào từ Bắc Mỹ nếu bị sốt sẽ phải cách ly cho tới khi xác định rõ nguyên nhân. Sân bay quốc tế Narita tại Tokyo, Nhật Bản đã lắp đặt một thiết bị để kiểm tra nhiệt độ hành khách đến từ México. Indonesia tăng cường giám sát tại mọi điểm ra vào tại sân bay với khách du lịch có triệu chứng cúm và sẵn sàng cách ly trường hợp nghi ngờ nếu cần thiết. Hàn Quốc cảnh báo hạn chế đi lại tới thủ đô của México và ba tỉnh có dịch. Bộ Y tế Ý cũng khuyến cáo người dân hoãn du lịch tới vùng xuất hiện bệnh cúm.

## Triệu chứng
Các triệu chứng của căn bệnh này giống như cúm gồm: sốt trên 37,8 độ C, đau nhức cơ thể, đau họng, ho, sung huyết đường hô hấp và trong một số trường hợp là nôn mửa, tiêu chảy. Loại virus này thường lây do tiếp xúc trực tiếp với lợn. Tuy nhiên, Joseph Domenech, phụ trách cơ quan thú y thuộc Tổ chức Lương thực và Nông nghiệp Liên Hợp Quốc tại Roma nhấn mạnh, mọi triệu chứng cho thấy virus biến chuyển lây từ người sang người.

## Tổ chức Y tế Thế giới nâng mức cảnh báo
Tổ chức Y tế Thế giới ngày 27 tháng 4 nâng mức cảnh báo cúm lợn từ 3 lên 4, như vậy chỉ còn hai nấc nữa là tới thông báo về một đại dịch cúm đầu tiên trong vòng 40 năm. Quyết định này của Tổ chức cho thấy, nguy cơ về một đại dịch, sự bùng phát trên toàn cầu của một căn bệnh nguy hiểm là rất lớn. Cảnh báo ở mức 4 nghĩa là virus có khả năng truyền từ người sang người và có thể làm bùng phát bệnh trong cộng đồng. Trợ lý Tổng giám đốc Tổ chức Y tế Thế giới, tiến sĩ Fukuda nói: "Những gì đang diễn ra có thể hiểu đó là một bước tiến lớn theo hướng đại dịch cúm. Tuy nhiên, ở giai đoạn này, vẫn chưa thể coi đó là đại dịch". Theo Fukuda, virus đã lan rộng nên khó mà ngăn chặn được, vì vậy các nước cần tập trung áp dụng các biện pháp bảo vệ người dân. Các chuyên gia không đề nghị đóng cửa biên giới hay hạn chế đi lại. Lô vắc-xin cúm lợn sẽ sẵn sàng trong 4 tới 6 tháng sau đó, nhưng sẽ tốn vài tháng để sản xuất với số lượng lớn, ông Fukuda nói. Theo các chuyên gia y tế, virus xuất phát từ cùng một chủng gây ra sự bùng phát cúm theo mùa ở con người. Tuy nhiên, loại mới phát hiện chứa cả gen có trong loại cúm gây bệnh ở lợn và gia cầm. Đến cuối tháng 4, Tổ chức Y tế Thế giới nâng mức báo động lên cấp 5. Cấp cao nhất đồng nghĩa với đại dịch toàn cầu. 2 triệu liều thuốc kháng virus được Tổ chức chuyển cho các văn phòng khu vực, và từ đó chuyển tiếp đến các nơi cần thiết. Phần lớn số thuốc này được cho là sẽ đến tay các nước đang phát triển và không có kho dự trữ.

## Lan tới châu Âu
Ngày 28 tháng 4, những ca nhiễm virus H1N1 đầu tiên tại châu Âu được xác nhận. Hai người Anh phải nhập viện, một người đàn ông Tây Ban Nha có kết quả dương tính với cúm lợn và 17 người khác bị nghi nhiễm. Ngoài México, Anh và Tây Ban Nha, cũng đã có những trường hợp mắc bệnh được ghi nhận ở Mỹ và Canada. Các ca nghi nhiễm khác đang được điều tra tại Brasil, Israel, Úc và New Zealand. Hãng du lịch lớn nhất tại Đức, TUI, phải hoãn mọi chuyến đi tới Thành phố México, nhưng các tour tới nơi khác của Mexico vẫn được tiếp tục.
Các bộ trưởng Y tế tại Liên minh châu Âu họp vào ngày 30 tháng 4 để bàn về đại dịch. Các quan chức khuyên người dân không nên du lịch đến những nơi bị nhiễm bệnh, đề phòng lây lan căn bệnh. Bộ trưởng Y tế Scotland Nicola Sturgeon nói hai bệnh nhân nằm viện đang hồi phục, chỉ nhiễm bệnh nhẹ. "Nguy cơ lây lan ra công chúng là không cao". Trước đó, Bộ trưởng Y tế Anh Alan Johnson cũng nói trong số 25 ca nghi nhiễm ở Anh, 8 người có kết quả âm tính, 3 người nữa chờ kết quả xét nghiệm và 14 người được theo dõi.

## Đổi tên
Vào ngày 30 tháng 4 năm 2009, Tổ chức Y tế Thế giới tuyên bố sẽ không dùng thuật ngữ "cúm lợn", để mọi người khỏi nhầm tưởng là bệnh cúm do lợn gây ra. Tuyên bố này được đưa ra sau khi Ai Cập bắt đầu chiến dịch tận diệt lợn, vì nước này tưởng làm như vậy có thể ngăn ngừa được căn bệnh cúm gây chết người lúc này. Phát ngôn viên WHO Dick Thompson nói cơ quan phụ trách nông nghiệp và lương thực của Liên Hợp Quốc rất lo ngại, bởi cụm từ "cúm lợn" gây hiểu nhầm cho người tiêu dùng và khiến một số nước ra lện cấm lưu hành các sản phẩm từ lợn, thậm chí cho tiêu hủy đàn lợn. "Thay vì gọi là cúm lợn... chúng tôi sẽ gọi nó bằng thuật ngữ khoa học, là cúm A H1N1", Thompson nói.
Các virus cúm ban đầu phát sinh từ lợn, nhưng có các gen của virus cúm người, gia cầm và lợn. Trong dịch bệnh, Tổ chức Y tế Thế giới khẳng định rằng virus lây từ người sang người, chứ không phải do tiếp xúc giữa người và lợn ốm. Từ Paris, Tổ chức Thú y Thế giới khẳng định "không có bằng chứng nào về việc lợn nhiễm virus gây bệnh, hay việc người bị nhiễm trực tiếp từ lợn". "Giết lợn không giúp bảo vệ sức khỏe của người cũng như vật nuôi" và là hành động "không thích hợp", tuyên bố của tổ chức thú y có đoạn.

## Nhiễm từ người sang lợn
Trong khi các chính phủ trên khắp thế giới hết sức lo ngại, ngày 3 tháng 5, người ta phát hiện ra trường hợp nhiễm virus cúm A/H1N1 từ người sang lợn đầu tiên ở Canada. Khoảng 200 con lợn ở một trang trại của Canada đã bị phát hiện nhiễm virus cúm A/H1N1 và theo Cơ quan Kiểm tra thực phẩm Canada, rất có thể 200 con lợn này đã bị lây cúm từ một người Canada vừa trở về từ Mexico. Các quan chức ngành nông nghiệp Canada tin rằng người nông dân làm trong trang trại nói trên có thể đã hắt hơi hoặc ho gần những con lợn.
Cơ quan Kiểm tra thực phẩm Canada cho cách ly đàn lợn này để chờ thêm các xét nghiệm khác nhằm phân tích đầy đủ hơn về loại virus mà đàn lợn mắc phải. Cơ quan Kiểm tra thực phẩm Canada cũng cho biết tất cả những con lợn nhiễm bệnh đều đang dần hồi phục hoặc có con đã hồi phục hoàn toàn. Tuy nhiên, câu hỏi lớn nhất được nhiều người quan tâm lúc này là liệu virus cúm đó có thể quay ngược lại lây sang người không? Câu hỏi này rất quan trọng bởi vì sự lây lan qua lại giữa các loài có thể sẽ khiến căn bệnh cúm A/H1N1 này trở nên nghiêm trọng hơn, gây ra nhiều cái chết hơn.
Virus A/H1N1 là loại virus chưa từng được thấy trước đây. Nó được pha trộn từ gen của các loại virus cúm có trong lợn, chim và người và xuất hiện ở lợn. Các chuyên gia lo ngại rằng mặc dù mới có một trường hợp duy nhất nhưng virus lây từ người sang lợn có thể sẽ biến đổi thêm nữa trước khi lây ngược trở lại sang người. Juan Lubroth, một chuyên gia về sức khoẻ động vật tại Tổ chức Lương thực và Nông nghiệp Liên Hợp Quốc cho rằng "virus này có thể dễ gây chết người hơn nhưng nó cũng có thể trở nên hiền hoà hơn. Hai chiều hướng đều có khả năng xảy ra." Tuy nhiên, các chuyên gia vẫn khẳng định thịt lợn, thậm chí là thịt của con lợn nhiễm virus A/H1N1, vẫn an toàn để ăn. Lubroth nhấn mạnh người ốm nên tránh tiếp xúc với lợn nhưng những người làm trong các nông trại không cần phải áp dụng thêm các biện pháp đề phòng khác bởi vì khả năng họ nhiễm virus từ một con lợn là nhỏ. Theo Lubroth, không giống như virus H5N1 lây nhiễm qua máu, qua các bộ phận và tế bào của gia cầm, hầu hết các loại virus cúm lợn đều chỉ lây lan qua đường hô hấp. Điều này có nghĩa là khả năng người lây bệnh từ lợn là khoảng "1%".

## Nguy cơ ở mức báo động cao nhất
Ngày 5 tháng 5, Tổ chức Y tế Thế giới tính đến khả năng nâng mức báo động dịch cúm A H1N1 lên mức cao nhất. WHO sử dụng 6 mức báo động để đánh giá nguy cơ y tế đối với thế giới. Phát ngôn viên của WHO Dick Thompson nói WHO phải sẵn sàng đối mặt với mọi khả năng có thể xảy ra. Trong một bài phỏng vấn với một tờ báo của Tây Ban Nha El Pais, giám đốc của WHO Margaret Chan ám chỉ rằng tổ chức này có thể nâng mức báo động lên cấp 6. Bà cố làm giảm tác động của việc nâng mức báo động cao nhất bởi bà lo sợ việc sẽ gây ra những sự sợ hãi không cần thiết. Thep phát ngôn viên của WHO Thomas Abraham không thể ngay lập tức xác nhận bình luận của bà Chan bằng tiếng Tây Ban Nha nhưng họ cùng chia sẻ quan điểm với những gì mà tổ chức này đã từng đưa ra trước đó. "Chúng tôi vẫn luôn giữ quan điểm về việc đại dịch sắp xảy ra. Nó chỉ là vấn đề thời gian trước khi chúng tôi nâng mức báo động cao nhất trừ phi loại virus này đột nhiên yếu đi hoặc chết đi." Tính đến 00:00 ngày 5/5, WHO nói số ca mắc cúm A H1N1 đã vượt qua con số 1.000 ca tại 20 nước trên 5 châu lục.

## Cuộc chiến ngoại giao và thương mại
Người dân trên thế giới chưa kịp vui mừng trước việc México, "tâm chấn" của đại dịch cúm A/H1N1, tuyên bố tình trạng ổn định thì đã phải lo ngại trước việc dịch cúm toàn cầu đang gây ra một số cuộc chiến thương mại và ngoại giao giữa các nước. Một cuộc tranh cãi thương mại quốc tế đang có nguy cơ bùng nổ sau khi khoảng 20 nước trên thế giới ra lệnh cấm nhập khẩu thịt lợn từ México, Mỹ và Canada – 3 nước bị ảnh hưởng nặng nề nhất của dịch cúm, mặc dù Tổ chức Y tế Thế giới vẫn khẳng định ăn thịt lợn nhiễm virus cúm A/H1N1 đúng cách là an toàn. Canada đe doạ sẽ đưa Trung Quốc ra trước Tổ chức Thương mại Thế giới (WTO) nếu như Bắc Kinh không rút lại lệnh cấm nhập khẩu lợn và thịt lợn từ tỉnh Alberta của nước này. Đây là nơi đã phát hiện ra một đàn lợn bị nhiễm virus H1N1 từ người. Trong khi đó, căng thẳng ngoại giao giữa México và Trung Quốc tăng lên sau khi México cáo buộc Trung Quốc phân biệt đối xử với công dân của họ. México chỉ trích Bắc Kinh đã cách ly hơn 70 công dân của họ bất chấp việc những người này không hề có dấu hiệu hay triệu chứng nhiễm bệnh nào.
Ngoại trưởng Mexico Patricia Espinosa Cantellano cáo buộc việc Trung Quốc cách ly những người không có triệu chứng nhiễm virus A/H1N1 nói trên là có tính phân biệt đối xử và thiếu tính khoa học. Ông này cũng nhắc người dân México không đến Trung Quốc cho đến khi nước này từ bỏ các biện pháp có tính phân biệt đối xử như vậy. México cử một máy bay đến đón các công dân của mình từ các tỉnh, thành phố khác nhau của Trung Quốc về nước. Trung Quốc cũng đã cử một máy bay của mình đến México để đón 200 người dân của họ đang mắc kẹt tại thành phố México về nước. Canada vào ngày 4 tháng 5 cũng yêu cầu Bắc Kinh giải thích về việc nước này cách ly một nhóm ít nhất 20 sinh viên Canada mặc dù không ai trong số những sinh viên này có triệu chứng nhiễm cúm A/H1N1.

## Tổ chức Y tế Thế giới và Liên Hợp Quốc trái nghịch nhau
Vào đầu tháng 5 năm 2009 dư luận toàn thế giới hết sức quan tâm đến sự lây lan của dịch cúm A H1N1. Mọi thông tin về diễn tiến, sự lây lan của dịch cúm đều được theo dõi sát sao. Tuy nhiên, nhiều người không khỏi hoang mang trước một số thông điệp trái chiều, được đưa ra bởi chính các quan chức cấp cao trên thế giới cũng như cách phản ứng thái quá trước dịch bệnh.
Theo báo Telegraph ngày 5 tháng 5, Giám đốc Tổ chức Y tế Thế giới Chan nhận định rằng dịch cúm A H1N1 có thể tấn công ở mức độ cao bất thường trong những tháng sau đó. WHO xem xét nâng mức độ báo động lên cấp độ cao nhất, mức 6, có nghĩa là cúm H1N1 đã lây lan giữa các vùng và một đại dịch đã xuất hiện. Chan cảnh báo rằng đợt 2 của dịch bệnh nhiều khả năng sẽ là "lớn nhất trong tất cả các lần bùng phát dịch mà thế giới phải đương đầu trong thế kỷ 21" và lời khuyến cáo này đã làm tiêu tan những suy nghĩ lạc quan rằng dịch bệnh có thể đã bị ngăn chặn.
Tuy nhiên, theo tin từ Reuters, Tổng Thư ký Liên Hợp Quốc Ban Ki-moon tuyên bố tại một phiên họp của Đại Hội đồng ở New York rằng WHO không có ý định nâng báo động lên mức cao nhất nếu như dịch bệnh lúc này tiếp tục diễn tiến như hiện tại. Ban khẳng định LHQ đã "sẵn sàng" cho một tình trạng khẩn cấp như vậy. Trong khi WHO và Liên hiệp quốc, tuy có những phát ngôn mâu thuẫn nhưng tỏ ra thống nhất ở thái độ đầy trách nhiệm và yêu cầu cảnh giác cao độ về cúm, thì CNN thản nhiên dẫn lời các quan chức Hoa Kỳ đầy bất ngờ. Các quan chức Mỹ nói chủng virus H1N1 dường như không nguy hiểm hơn so với virus cúm thường hàng năm.
Những gì các nhà dịch tễ học nghiên cứu với chủng cúm đặc biệt này cho thấy mức độ nghiêm trọng của căn bệnh mới không mạnh hơn cúm theo mùa thông thường", CNN dẫn lời Bộ trưởng An ninh Nội địa Hoa Kỳ Janet Napolitano nhấn mạnh ngày 4 tháng 5. Tính tới thời điểm 5 tháng 5, số trường hợp mắc cúm A H1N1 được xác nhận đã lên tới 1.080 người trên toàn thế giới, khiến 26 người tử vong gồm 25 trường hợp ở México và 1 ở Mỹ. Theo Napolitano, cúm theo mùa khiến hàng trăm nghìn người phải nhập viện và gần 35.000 trường hợp tử vong mỗi năm ở Mỹ. "Chúng ta lạc quan một cách thận trọng rằng chủng cúm này không nghiêm trọng hơn cúm theo mùa thông thường", Bộ trưởng An ninh Nội địa Mỹ nói.

## Minh oan cho lợn
Ngay từ những ngày đầu tiên dịch bệnh bùng phát ở México và sau đó xuất hiện ở nhiều nước khác, cụm từ mà báo chí sử dụng rộng rãi khi miêu tả căn bệnh này là "cúm lợn".
Tiến sĩ Bernard Vallat, Tổng giám đốc của Tổ chức Thú y Thế giới (OIE) nói trong lần trả lời phỏng vấn báo chí, virus cúm xuất hiện ở México và một số nước là một thể hỗn hợp của nhiều loại virus và nó chỉ truyền nhiễm từ người sang người chứ hoàn toàn không phải do lợn gây ra như nhiều người vẫn nghĩ. Theo Vallat, virus cúm H1N1 là một thể hỗn hợp, có đặc trưng của cả virus cúm lợn, virus cúm người và virus cúm gia cầm. Do vậy, gọi dịch bệnh là "cúm lợn" là hoàn toàn không chính xác. Tiến sĩ Vallat cho rằng muốn phòng ngừa căn bệnh này chỉ có thể bắt đầu từ con người, ngăn ngừa việc tiếp xúc giữa người mắc bệnh và người chưa mắc bệnh. Trong một động thái "xử oan", chính quyền Cairo còn ra lệnh tiêu hủy toàn bộ số lợn đang được chăn nuôi tại Ai Cập nhằm ngăn chặn sự lây lan của dịch cúm mặc dầu chưa có một trường hợp nhiễm bệnh nào được thông báo ở nước này.
Không chỉ bị giết, lợn còn trở thành "nạn nhân" trực tiếp của bệnh cúm A H1N1 do người truyền sang. Ngày 2/5, các quan chức Canada thông báo, 200 con lợn ở một trang trại nước này được phát hiện nhiễm virus cúm A H1N1 - bằng chứng đầu tiên cho thấy virus đã lây từ người sang lợn, liên quan tới một nông dân vừa từ México về. Ngành kinh doanh thịt lợn cũng phải chịu thiệt hại. Hiệp hội Xuất khẩu thịt Mỹ nói xuất khẩu thịt lợn của Mỹ giảm khoảng 10% kể từ khi cúm A H1N1 bùng phát. Việt Nam và một số nước châu Á kiểm soát chặt chẽ nguồn thịt lợn nhập khẩu từ Mỹ. Trong khi đó, Tổ chức Y tế Thế giới cho rằng ăn thịt lợn vẫn an toàn, và không nhất thiết phải cấm loại thịt này. Nhà khoa học về an toàn thực phẩm Peter Ben Embarek của WHO nói rằng công tác giám sát cần được tăng cường sau khi đàn lợn ở Canada bị cách ly. Tuy nhiên, ông khẳng định không cần tiêu hủy lợn và ăn thịt lợn vẫn an toàn. Rõ ràng, toàn cầu quá nhạy cảm với virus cúm H1N1. Giữa sự bùng nổ thông tin, tỉnh táo và bình tĩnh là cần thiết để đối phó và ngăn chặn dịch bệnh.